# Arnstedt
Arnstedt is een plaats en voormalige gemeente in de Duitse deelstaat Saksen-Anhalt en maakt deel uit van de gemeente Arnstein in de Landkreis Mansfeld-Südharz.
Arnstedt telt 578 inwoners.